# Geertgen tot Sint Jans
Geertgen tot Sint Jans (Leyden, 1460 — 1490) foi um pintor holandês do século XV, que trabalhou em Haarlem. 
Sua vida curta e sua produção limitada resultaram em sua quase obscuridade. Até mesmo a autoria de suas poucas obras ainda é debatida. A maioria das informações sobre Geertgen vem de um livro de Carel Van Mander (considerado o Giorgio Vasari do norte da Europa), publicado em 1604. Mander relata que Geertgen era aluno de Albert Van Ouwater. 
Sua obra mais famosa é uma série de quadros com a vida de São João Batista para uma igreja de Haarlem.  